# Nectophryne
Nectophryne es un pequeño género de anfibios de la familia Bufonidae nativo de África occidental: Nigeria, Camerún, Gabón, República Democrática del Congo y Guinea Ecuatorial (incluyendo Bioko).

## Especies
Se reconocen las siguientes según ASW:
| Nombre binomial y autor                            | Nombre común          |
| -------------------------------------------------- | --------------------- |
| Nectophryne afra Buchholz & Peters in Peters, 1875 | Sapo arbóreo africano |
| Nectophryne batesii Boulenger, 1913                | Sapo arbóreo de Bates |